# Maria Frąckowiak
Maria Frąckowiak – polska „Sprawiedliwa wśród Narodów Świata”. 

## Życiorys
W trakcie II wojny światowej Maria Frąckowiak, mieszkanka Dubna, pomagała Żydom. Już w początkach okupacji, podczas niemieckiej rzezi Żydów w Dubnie, Frackowiak ukrywała żydowskich uchodźców, w tym rannych, uciekających przed Niemcami. Aż do wyzwolenia miasta przez Armię Czerwoną latem 1944 r. przez mieszkanie Frąckowiak przewinęło się aż 16 żydowskich uchodźców. Niektórzy przebywali tam tylko przez krótki czas, dopóki nie pomogła im znaleźć innej kryjówki, inni zaś tygodniami, a nawet miesiącami. Kiedy rozeszła się wieść, że Frackowiak ukrywa w swoim mieszkaniu Żydów, zorganizowała swoim podopiecznym zakwaterowanie u znajomych mieszkających w okolicznych wsiach, gdzie aż do wyzwolenia zaopatrywała ich w żywność i odzież. Wśród uratowanych przez nią znalazło się czterech członków rodziny Fuks, trzech członków rodziny Meller, małżeństwo Gretz, Fajnblit i Goldberg oraz trzech członków rodziny Aptik.  
9 września 1979 r. Instytut Jad Waszem uhonorował Marię Frąckowiak medalem „Sprawiedliwy wśród Narodów Świata”.